# Павлюк, Антон Филиппович
Антон Филиппович Павлюк (25 декабря 1890 или 1899—1937) — украинский писатель, поэт, переводчик.

## Биография
Антон Павлюк — уроженец с. Расники (Хутор Лески), Бугринской волости, Острожского уезда, Волынской губернии. Сейчас это с. Рясники Ровненской области. Учился в Острожской мужской гимназии, которую окончил с золотой медалью. Печатал свои стихи в гимназическом литературно-научном журнале «Юность». В начале 1919 года в острожском издательстве «Будущность» вышел первый ученический сборник поэта «Печальная радость», в который вошли стихи, написанные в 1916—1918 годах. Поэт принимал участие в Украинской революции 1917—1921 годов. Сотник армии УНР. После окончания военных действий прибыл в Острог. Некоторое время проживал у родителей. Был арестован, пребывал в польской тюрьме, после этого интернирован, находился в лагере Щипйорно под Калишем. Впоследствии переехал во Львов, а оттуда — в Чехословакию. Жил, учился и работал в Праге. Окончил Карлов университет, получив специальность химика. В 1925 году вышел его сборник «Жизнь» (один из экземпляров этого сборника хранится в Острожском музее книги). Находясь в Праге, Антон Павлюк наладил связи не только со львовскими, но и с киевскими и харьковскими журналами, стал зарубежным членом литературной организации «Западная Украина».
При жизни поэта вышло несколько сборников его произведений, в частности «Жизнь», «Лирика», «Ватра», «Полынь», его имя появлялось в поэтических рубриках журналов, альманахов, антологий. Кроме того, Павлюк занимался переводами на украинский язык произведений Гийома Аполлинера, Иржи Волькера, также переводил на русский произведения украинских авторов. В 1932 году Антон Павлюк переехал из Праги в СССР и вместе со многими другими писателями и деятелями культуры был репрессирован. Выслали в Семипалатинск Восточно-Казахстанская область, работал в санитарной станции, лаборантом. Арестован 27 августа 1937 года УНКВД по Восточно-Казахстанской области. Приговорен тройкой УНКВД по Восточно-Казахстанской области 7 декабря 1937 года к 10 лет исправительно-трудовых лагерей. Погиб в сталинских концлагерях. Реабилитирован 30 августа 1958 года Семипалатинским областным судом за отсутствием состава преступления. В г. Острог Ровненской области его именем названа улица.